# Tata Novus
Tata Novus — крупнотоннажный грузовой автомобиль индийской компании Tata Motors. Построен на базе Daewoo Novus. Производится с декабря 2005 года. С запуском Novus компания Tata Motors стала первым индийским производителем, запустившим тяжелый коммерческий автомобиль мощностью 300 л/с.
Грузовик оснащается двигателем Cummins C8.3-300, удовлетворяющим нормам Bharat Stage III.